# 国際連合安全保障理事会決議1816
国際連合安全保障理事会決議1816（こくさいれんごうあんぜんほしょうりじかいけつぎ1816、英: United Nations Security Council Resolution 1816）は、2008年6月2日に国際連合安全保障理事会で採択されたソマリア情勢に関する決議。略称はUNSCR1816。

## 概要
国連安保理決議1816は、ソマリア沖の海賊行為を非難しその防止に向け、人道支援物資の輸送と通商航路の安全確保のため、6カ月間、加盟国の艦船に国連憲章第7章に基づく武力行使を含む「必要なあらゆる措置」によって海賊行為を阻止する権限を認める決議。当時、理事国ではなかった日本を含む14カ国が共同提案国となって提出されたこの決議は、全会一致で採択された。

## 提案国
- オーストリア
- カナダ
- デンマーク
- フランス
- ギリシャ
- イタリア
- 日本

- オランダ
- ノルウェー
- パナマ
- 韓国
- スペイン
- イギリス
- アメリカ合衆国

## 解説
採択の同日に国連安保理が発表した報道資料によると、決議の内容は次の通り。
- ソマリア暫定連邦政府に協力する国家に対し、6カ月の期間、ソマリア領海内での航行ならびに、海賊行為および武装強盗行為を鎮圧するため、国連憲章第7章に基づき、関連する国際法に準じた「必要なあらゆる措置」をとる権限を承認
- 決議の内容はソマリア暫定政府の事前了解を得ており、世界食糧計画（WFP）の物資を輸送する船団がシージャックされるなど、「適時、安全かつ効果的に食糧支援物資や人道支援物資をソマリア国内の人々に届ける能力」が脅かされており、多くの一般商船を含む各国の艦船、船員、乗客および積荷に対する重大な危険に対応できないとして、同国が国際社会に協力を求めていることを確認
- 本決議で承認される活動は、ソマリア沖における事態のみに適用され、他の事態について国連海洋法条約を含む国際法によって個々の国に保証される権利および義務に影響するものでなく、また本決議が慣習国際法の法源とはなりえないことを確認
- 協力国に対し、海賊の鎮圧行動が第三国の船籍の船舶の航行の権利を妨げるあるいは否定するものにならないよう自制を要請
- すでにソマリア沖の公海上で海軍艦艇および軍用機を展開している各国に対しいっそうの警戒強化を呼びかけ
- ソマリア沖の航路を利用する国家に対し、シージャック予防に向けて諸外国政府と国際協調体制を構築するよう要請
- 加盟国に対し、各国間および国際海事機関（IMO）、そして必要な場合は地域機関との協調を高め、海賊行為の脅威にさらされている、もしくは海賊行為に遭遇している船舶に対する支援を行うよう要請